# Filofibra
Die Filofibra SA mit Sitz in Lugano ist ein international tätiges Schweizer Rohstoffhandelsunternehmen. Sie ist auf den Handel mit Materialien für die Textilindustrie spezialisiert, insbesondere Textilfasern und Garn. Das Unternehmen erwirtschaftet einen jährlichen Gesamtumsatz von rund 300 Millionen Schweizer Franken, mit einem jährlichen Handelsvolumen von mehr als 75'000 Tonnen Fasern und 25'000 Tonnen Garn. Das Unternehmen wurde 1967 gegründet und befindet sich seither im Besitz der Tessiner Familie Danisi. 